# Viggbyholms IK
Viggbyholms Idrottsklubb, även känd som Viggan, är en idrottsförening som är lokaliserad i Viggbyholm, Täby kommun.
De populäraste idrotterna i föreningen är fotboll och ishockey. Viggbyholms IK har både seniorlag och juniorlag i bägge sporter. 

## Herrfotboll
Viggbyholms IK Herrfotboll spelar säsongen 2024 i Division 2 Norra Svealand. Säsongen 2023 slutade Viggan på 6.e plats i samma serie. Och säsongen 2024 slutade Viggan på 3.e plats i Division 2 Norra Svealand. Detta är tredje året på denna nivå som är den högsta i Viggans historia   
| Huvudtränare | Roberth Björknesjö |
| ------------ | ------------------ |
| Tränare      | Joakim Olausson    |
| Tränare      | Tobias Garp        |
| Sportchef'   | Kristian Kinnunen  |

Viggbyholms IK Herrfotboll har även en supporterförening som heter "Viggans Red Army" som bildades sommaren 2022 av Max Jansson Gard och Noel Johansson.

## Historik
Idrottsintresset i Täby väcktes på allvar under Stockholm-OS 1912. Samma sommar arrangerade Viggbyholms Idrottsklubb friidrottstävlingar med flera grenar och simtävlingar vid Rönningesjön. Det var första gången Viggbyholms Idrottsklubb nämndes i tryck. Klubben upphörde dock 1928.
I oktober 1930 bildades Wiggbyholms SK (nu Viggbyholms IK), med Tage Hallsten som första ordförande. Klubben mötte motgångar men växte under 1930-talet. Under 1940-talet återupplivades fotbollen efter andra världskriget. 1945 skedde en sammanslagning mellan Wiggbyholms SK och Gribbylunds SK och Viggbyholms IK valdes som nytt namn. Dock ser man fortfarande 30 oktober 1930 som det officiella datumet för klubbens grundande. 
1950-talet var turbulent men inkluderade spelare som Sven Tumba. På 1960-talet hade Viggan enligt många supportrar på den tiden ett av sina bästa lag, men slutade decenniet med degradering. På 1970-talet såg man en uppgång till högre divisioner under tränaren Lars-Göran Södergren. 1980-talet präglades av ambitioner och framgångar med tränare som Kjell Samuelsson och Christer Törnqvist.